# Elecciones federales de Alemania de 2013

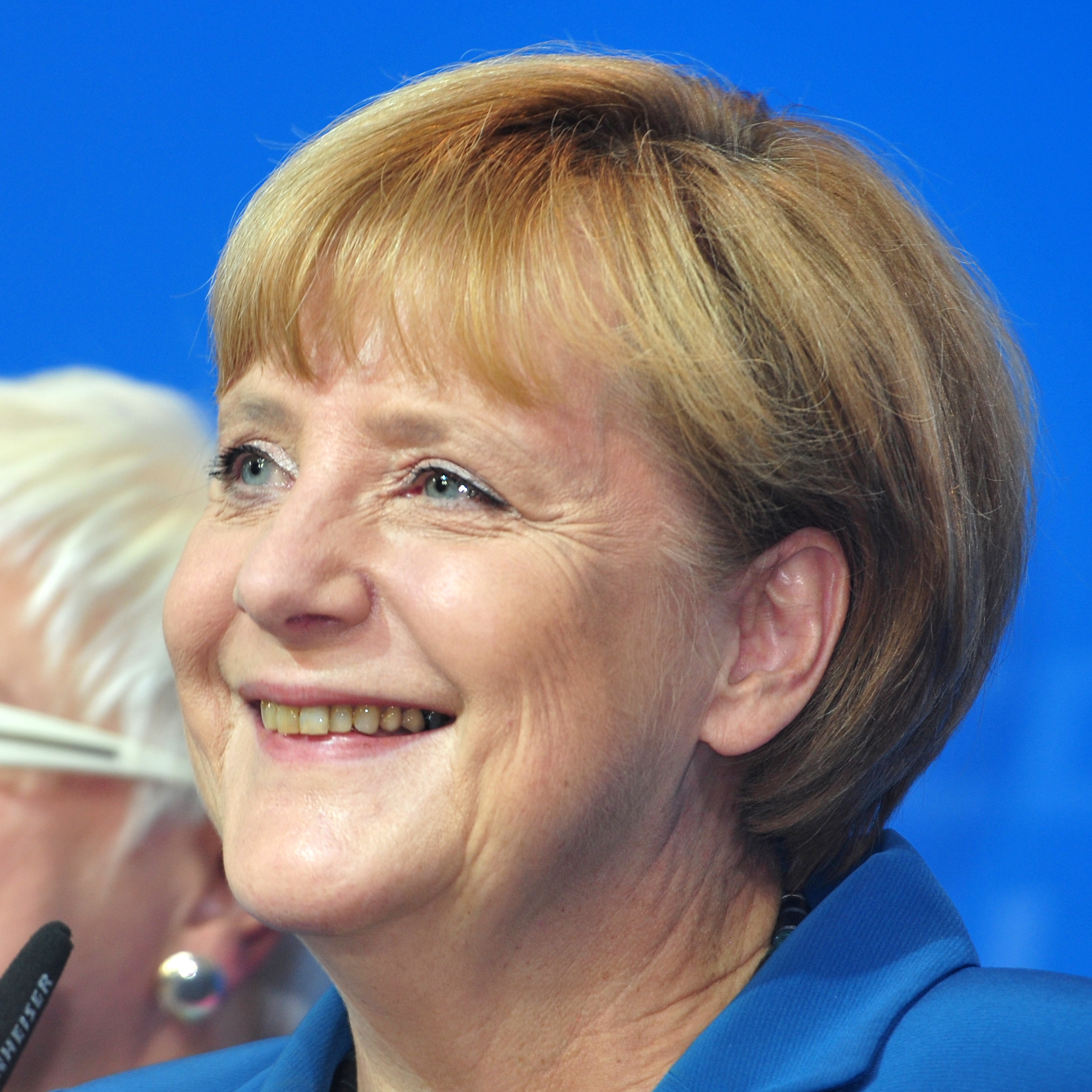
Angela Merkel poco después del anuncio de los resultados electorales en la noche electoral del reloj 18:00

Las elecciones federales de Alemania de 2013 se realizaron el domingo 22 de septiembre de 2013. En ellas, se eligieron a los miembros del Bundestag, el parlamento federal de Alemania.
Según el art. 39 de la Constitución alemana, la elección debía realizarse como mínimo 46 y como máximo 48 meses después de la primera reunión del Bundestag en la legislatura anterior. Como esta se llevó a cabo el 27 de octubre de 2009, las elecciones tenían que celebrarse entre el 1 de septiembre y el 27 de octubre de 2013.
El partido más votado fue la Unión Demócrata Cristiana (CDU). En conjunto con la Unión Social Cristiana de Baviera (CSU), con la que forma tradicionalmente una fracción conjunta en el parlamento, alcanzó un 41,5% de los votos (porcentaje calculado sobre el segundo voto, con el que los alemanes eligen partidos, no personas). Con ello se incrementó la distancia entre los partidos de la Unión (CDU/CSU) y el Partido Socialdemócrata (SPD), este último, tras las grandes pérdidas que sufrió en 2009 solo logró recuperarse levemente. Por otra parte, la Alianza 90/Los Verdes, Die Linke y sobre todo, el Partido Democrático Liberal (FDP) perdieron votos respecto de sus resultados de 2009. La Alternativa para Alemania, (AfD), que se presentaba por primera vez a las elecciones, no alcanzó a superar la barrera del 5% establecida como mínimo. Merkel fue seleccionada para formar su tercer gobierno en coalición con los socialdemócratas.

## Sistema electoral
El Bundestag se elige mediante el sistema proporcional personalizado. Los votantes tienen dos votos: con el primero eligen a un miembro de Bundestag por su distrito electoral, con el segundo votan por un partido. Los escaños en el Bundestag son distribuidos según los votos al partido. Un partido que obtiene más distritos en un estado que los que le corresponden según el número de votos que recibió conserva los escaños.
Este sistema electoral puede cambiarse por decisión del Tribunal Constitucional Federal. La corte declaró que la provisión en la Ley de la Elección Federal, que hace posible que un partido pierda escaños debido a que obtiene más votos,  viola la garantía constitucional del sistema electoral que debe ser igualitario y directo.
Este cambio fue hecho el 30 de junio de 2011, pero el gobierno no presentó la legislación apropiada. Una nueva ley electoral se promulgó a finales de 2011, pero ha sido recurrida por los partidos de la oposición ante el Tribunal Constitucional Federal.

## Partidos y candidatos participantes
Se presentaron a la elección un total de 34 partidos políticos. De ellos 30 partidos presentaron listas a nivel de Estados federados y cuatro presentaron solamente propustas en los distritos electorales. En total presentaron su candidatura 4.451 personas para el Bundestag, entre ellas 1.149 mujeres. En comparación con las elecciones federales de 2009, hubo 895 candidaturas más.

### Partidos
El los 16 Estados federados fueros aceptadas un total de 233 listas correspondientes a 30 partidos. En los 299 distritos electorales se presentaron como candidatos un total de 2705 personas.
- CDU – Unión Demócrata Cristiana (Alemania) (no en Baviera; 254 propuestas en los distritos electorales)
- SPD – Partido Socialdemócrata de Alemania (en todos los Estados federados; 299 propuestas en los distritos electorales)
- FDP – Partido Democrático Liberal (en todos los Estados federados; 298 propuestas en los distritos electorales)
- DIE LINKE (en todos los Estados federados; 298 propuestas en los distritos electorales)
- GRÜNE – Alianza 90/Los Verdes (en todos los Estados federados; 299 propuestas en los distritos electorales)
- CSU – Unión Social Cristiana de Baviera (solo en Baviera; 45 propuestas en los distritos electorales)
- PIRATEN – Partido Pirata de Alemania (en todos los Estados federados; 276 propuestas en los distritos electorales)
- NPD – Partido Nacionaldemócrata de Alemania (en todos los Estados federados; 258 propuestas en los distritos electorales)
- FREIE WÄHLER – Votantes Libres (en todos los Estados federados; 174 propuestas en los distritos electorales)
- AfD – Alternativa para Alemania (en todos los Estados federados; 158 propuestas en los distritos electorales)
- MLPD – Partido Marxista-Leninista de Alemania (en todos los Estados federados; 41 propuestas en los distritos electorales)
- pro Deutschland – Iniciativa Ciudadana pro Alemania (13 listas en los estados federados, no en Hamburgo, Schleswig-Holstein, y Turingia; tres propuestas en los distritos electorales)
- REP – Die Republikaner (diez listas en los estados federados: Berlín, Brandeburgo, Hesse, Renania Palatinado, Baviera, Mecklemburgo-Pomerania Occidental, Baja Sajonia, Renania del Norte-Westfalia, Thüringen, Baden-Wurtemberg; 21 propuestas en los distritos electorales)
- ÖDP – Partido Ecológico-Democrático (ocho listas en Estados federados: Berlín, Hamburgo, Renania del Norte-Westfalia, Renania Palatinado, Baviera, Turingia, Sajonia-Anhalt, Baden-Wurtemberg; 62 propuestas en los distritos electorales)
- BüSo – Movimiento de Derechos Ciudadanos Solidaridad (seis listas en Estados federados: Baviera, Baden-Wurtemberg, Berlín, Hesse, NRW, Sajonia; 38 propuestas en los distritos electorales)
- Die PARTEI – Partido por el Trabajo, Estado de Derecho, Protección de los Animales, Incentivo a las Elites e Iniciativas Democráticas de Base (cinco listas en Estados federados: Berlín, Bremen, Hamburgo, Hesse, Renania del Norte-Westfalia; 32 propuestas en los distritos electorales)
- Tierschutzpartei – Partido Ser Humano, Medio Ambiente y Protección de los Animales (cinco listas en Estados federados: en Baviera, Bremen, Baja Sajonia, Schleswig-Holstein, Baden-Wurtemberg; dos propuestas en los distritos electorales)
- PARTEI DER VERNUNFT – Partido de la Razón (cuatro listas en Estados federados: Baviera, Renania del Norte-Westfalia, Renania-Palatinado, Baden-Wurtemberg; seis propuestas en los distritos electorales)
- Alianza 21/RRP (tres listas en Estados federados: Baviera, Bremen, Renania del Norte-Westfalia; 17 propuestas en los distritos electorales)
- BIG – Alianza por la Innovación y la Justicia (tres listas en Estados federados: Berlín, Renania del Norte-Westfalia, Baden-Wurtemberg; seis propuestas en los distritos electorales)
- RENTNER – Partido de los Pensionistas de Alemania (tres listas en Estados federados: Hamburgo, Schleswig-Holstein, Baden-Wurtemberg; una propuesta en los distritos electorales)
- PSG – Partido por la Igualdad Social, Sección Cuarta Internacional (tres listas en Estados federados: Berlín, Hesse, Renania del Norte-Westfalia)
- PBC – Partido de los Cristianos Respetuosos de la Biblia (dos listas en Estados federados: Baja Sajonia y Baden-Wurtemberg; cinco propuestas en los distritos electorales)
- Volksabstimmung – A partir de ahora... Democracia a través de Plebiscito (dos listas en Estados federados: Renania del Norte-Westfalia y Baden-Wurtemberg; dos propuestas en los distritos electorales)
- BP – Partido de Baviera (Lista en Baviera; once propuestas en los distritos electorales)
- DIE VIOLETTEN – Los Violetas - por la Política Espiritual (Lista en Baviera; cinco propuestas en los distritos electorales)
- FAMILIE – Partido de las Familias de Alemania (Lista en Sarre; cuatro propuestas en los distritos electorales)
- DIE FRAUEN – Partido Feminista Las Mujeres (Lista en Baviera)
- Die Rechte («La Derecha») (Lista en Renania del Norte-Westfalia)
- Partido de los No Votantes (Lista en Renania del Norte-Westfalia)
- DKP – Partido Comunista Alemán (seis propuestas en los distritos electorales)
- B – Bergpartei, die "ÜberPartei" (una propuesta en los distritos electorales)
- BGD – Federación para toda Alemania (una propuesta en los distritos electorales)
- Idea del ¡No! (una propuesta en los distritos electorales)

Además de los partidos mencionados,  participaron 81 candidatos individuales, entre ellos Siegfried Kauder en el distrito electoral de Schwarzwald-Baar, Wolfgang Nešković en el distrito de Cottbus – Spree-Neiße y Michael Paris en el distrito de Fráncfort del Meno II.

### Candidatos
|  |
|  |

|  |
|  |

|  |
|  |

|  |
|  |

|  |
|  |

La actual canciller de Alemania, Angela Merkel, fue postulada para su tercer mandato por el partido Unión Demócrata Cristiana.
Peer Steinbrück fue designado candidato del SPD el 28 de septiembre de 2012, nombramiento que fue aprobado por el congreso del Partido Socialdemócrata el 9 de diciembre de 2012.
Por su parte, el FDP decidió en enero de 2013 nombrar a Rainer Brüderle como su candidato principal para las elecciones del Bundestag, acogiendo una proposición del jefe del partido y ministro de economía Philipp Rösler.
El  21 de enero de 2013 Die Linke dio a conocer su decisión de participar con ocho políticos como candidatos centrales encabezando la campaña electoral: Nicole Gohlke, Jan van Aken, Caren Lay, Klaus Ernst, Gregor Gysi, Dietmar Bartsch, Sahra Wagenknecht y Diana Golze.
Los dos candidatos principales del partido Alianza90/Los Verdes se eligieron a través de unas primarias en las que participaron aproximadamente el 62 % de los cerca de 60.000 miembros del partido. Los resultados de esta elección se dieron a conocer el 10 de noviembre de 2012. Jürgen Trittin (71,9 %) y Katrin Göring-Eckardt (47,9 %) resultaron elegidos, Renate Künast obtuvo el 38,6 % de los votos y Claudia Roth el 26,2 %.

## Otros datos
En la misma fecha tuvieron lugar las elecciones regionales en el Land de Hesse.

## Resultados
En el último informe publicado oficialmente por el servicio electoral alemán se observan los siguientes porcentajes y escaños:
|                              | Unión Demócrata Cristiana (CDU)                                 | 16 233 642 | 37,2  | 5,2 | 191 | 18 | 14 921 877 | 34,1  | 6,9 | 64  | 43 | 255 | 61 | 40,5 |
|                              | Partido Socialdemócrata (SPD)                                   | 12 843 458 | 29,4  | 1,5 | 58  | 6  | 11 252 215 | 25,7  | 2,7 | 135 | 53 | 193 | 47 | 30,5 |
|                              | La Izquierda (DIE LINKE)                                        | 3 585 178  | 8,2   | 2,9 | 4   | 12 | 3 755 699  | 8,6   | 3,3 | 60  | ±0 | 64  | 12 | 10,2 |
|                              | Alianza 90/Los Verdes (GRÜNE)                                   | 3 180 299  | 7,3   | 1,9 | 1   | ±0 | 3 694 057  | 8,4   | 2,3 | 62  | 5  | 63  | 5  | 10,0 |
|                              | Unión Social Cristiana de Baviera (CSU)                         | 3 544 079  | 8,1   | 0,7 | 45  | ±0 | 3 243 569  | 7,4   | 0,9 | 11  | 11 | 56  | 11 | 8,9  |
|                              |                                                                 |            |       |     |     |    |            |       |     |     |    |     |    |      |
|                              | Partido Democrático Liberal (FDP)                               | 1 028 645  | 2,4   | 7,1 | 0   | ±0 | 2 083 533  | 4,8   | 9,8 | 0   | 93 | 0   | 93 | 0    |
|                              | Alternativa para Alemania (AfD)                                 | 810 915    | 1,9   | 1,9 | 0   | ±0 | 2 056 985  | 4,7   | 4,7 | 0   | ±0 | 0   | ±0 | 0    |
|                              | Partido Pirata (PIRATEN)                                        | 963 623    | 2,2   | 2,1 | 0   | ±0 | 959 177    | 2,2   | 0,2 | 0   | ±0 | 0   | ±0 | 0    |
|                              | Partido Nacionaldemócrata (NPD)                                 | 635 135    | 1,5   | 0,3 | 0   | ±0 | 560 828    | 1,3   | 0,2 | 0   | ±0 | 0   | ±0 | 0    |
|                              | Electores Libres (FW)                                           | 431 640    | 1,0   | 1,0 | 0   | ±0 | 423 977    | 1,0   | 1,0 | 0   | ±0 | 0   | ±0 | 0    |
|                              | Partido Ser Humano, Medio Ambiente y Protección de los Animales | 4437       | 0     | 0   | 0   | ±0 | 140 366    | 0,3   | 0,2 | 0   | ±0 | 0   | ±0 | 0    |
|                              | Partido Ecológico-Democrático (ödp)                             | 128 209    | 0,3   | ±0  | 0   | ±0 | 127 088    | 0,3   | ±0  | 0   | ±0 | 0   | ±0 | 0    |
|                              | Los Republicanos (REP)                                          | 27 299     | 0,1   | ±0  | 0   | ±0 | 91 193     | 0,2   | 0,2 | 0   | ±0 | 0   | ±0 | 0    |
|                              | Die PARTEI                                                      | 39 388     | 0,1   | 0,1 | 0   | ±0 | 78 674     | 0,2   | 0,2 | 0   | ±0 | 0   | ±0 | 0    |
|                              | Partido de Baviera (BP)                                         | 28 430     | 0,1   | ±0  | 0   | ±0 | 57 395     | 0,1   | ±0  | 0   | ±0 | 0   | ±0 | 0    |
|                              | A partir de ahora... Democracia a través de Plebiscito          | 1748       | 0     | ±0  | 0   | ±0 | 28 654     | 0,1   | ±0  | 0   | ±0 | 0   | ±0 | 0    |
|                              | Partido Marxista-Leninista (MLPD)                               | 12 904     | 0     | ±0  | 0   | ±0 | 24 219     | 0,1   | ±0  | 0   | ±0 | 0   | ±0 | 0    |
|                              | Partido de los Pensionistas (RENTNER)                           | 920        | 0     | ±0  | 0   | ±0 | 25 134     | 0,1   | 0,1 | 0   | ±0 | 0   | ±0 | 0    |
|                              | Partido de los Cristianos Respetuosos de la Biblia (PBC)        | 2081       | 0     | ±0  | 0   | ±0 | 18 542     | 0     | 0,1 | 0   | ±0 | 0   | ±0 | 0    |
|                              | Movimiento de Derechos Ciudadanos Solidaridad (BüSo)            | 17 988     | 0     | ±0  | 0   | ±0 | 12 814     | 0     | 0,1 | 0   | ±0 | 0   | ±0 | 0    |
|                              | Alianza 21/RRP (Bündnis 21/RRP)                                 | 5324       | 0     | 0,1 | 0   | ±0 | 8578       | 0     | 0,2 | 0   | ±0 | 0   | ±0 | 0    |
|                              | Los Violetas - por la Política Espiritual (DIE VIOLETTEN)       | 2516       | 0     | ±0  | 0   | ±0 | 8211       | 0     | 0,1 | 0   | ±0 | 0   | ±0 | 0    |
|                              | Partido de las Familias (FAMILIE)                               | 4478       | 0     | ±0  | 0   | ±0 | 7449       | 0     | 0,3 | 0   | ±0 | 0   | ±0 | 0    |
|                              | Partido por la Igualdad Social (PSG)                            | –          | –     | –   | –   | –  | 4564       | 0     | ±0  | 0   | ±0 | 0   | ±0 | 0    |
|                              | Grupos electorales e independientes                             | 131 873    | 0,3   | ±0  | 0   | ±0 | 143 462    | 0,3   | ±0  | 0   | ±0 | 0   | ±0 | 0    |
| Total de votos válidos       | Total de votos válidos                                          | 43 625 042 | 98,4  | 0,2 | 299 | ±0 | 43 726 856 | 98,7  | 0,1 | 332 | 8  | 631 | 8  | ±0   |
| Votos invalidados            | Votos invalidados                                               | 684 883    | 1,6   | 0,1 |     |    | 583 069    | 1,3   | 0,1 |     |    |     |    |      |
| Total (participación: 71,5%) | Total (participación: 71,5%)                                    | 44 309 925 | 100,0 |     |     |    | 44 309 925 | 100,0 |     |     |    |     |    |      |

Estos resultados, que en lo general concuerdan con lo esperado por la mayoría de los analistas, conllevan la sorpresa de transformar al partido La Izquierda (Die Linke) por primera vez en la tercera fuerza en Alemania, por encima de Los Verdes y del FDP.  Este último no obtuvo representantes en el parlamento debido a que no superó el umbral del 5% de votos que establece la ley.

### Resultados por Estado
La siguiente tabla muestra los resultados del segundo voto en cada Estado federado o Land expresado en porcentaje. El partido con mayor votación aparece en negrillas:
(los datos de esta tabla son los oficiales publicados por la autoridad competente)
| Land                              | CDU/CSU | SPD  | LINKE | Los Verdes | FDP | AfD | Otros |
| --------------------------------- | ------- | ---- | ----- | ---------- | --- | --- | ----- |
| Baden-Wurtemberg                  | 45,7    | 20,6 | 4,8   | 11,0       | 6,2 | 5,2 | 6,5   |
| Baviera                           | 49,3    | 20,0 | 3,8   | 8,4        | 5,1 | 4,2 | 9,2   |
| Berlín                            | 28,5    | 24,6 | 18,5  | 12,3       | 3,6 | 4,9 | 7,6   |
| Brandeburgo                       | 34,8    | 23,1 | 22,4  | 4,7        | 2,5 | 6,0 | 6,5   |
| Bremen                            | 29,3    | 35,7 | 10,1  | 12,1       | 3,4 | 3,7 | 5,7   |
| Hamburgo                          | 32,2    | 32,4 | 8,8   | 12,6       | 4,8 | 4,1 | 5,1   |
| Hesse                             | 39,2    | 28,8 | 6,0   | 9,9        | 5,6 | 5,6 | 4,9   |
| Mecklemburgo-Pomerania Occidental | 42,5    | 17,8 | 21,5  | 4,3        | 2,2 | 5,6 | 6,1   |
| Baja Sajonia                      | 41,1    | 33,1 | 5,0   | 8,8        | 4,2 | 3,7 | 4,1   |
| Renania del Norte-Westfalia       | 39,8    | 31,9 | 6,1   | 8,0        | 5,2 | 3,9 | 5,1   |
| Renania Palatinado                | 43,3    | 27,5 | 5,4   | 7,6        | 5,5 | 4,8 | 5,9   |
| Sarre                             | 37,8    | 31,0 | 10,0  | 5,7        | 3,8 | 5,2 | 6,5   |
| Sajonia                           | 42,6    | 14,6 | 20,0  | 4,9        | 3,1 | 6,8 | 8,0   |
| Sajonia-Anhalt                    | 41,2    | 18,2 | 23,9  | 4,0        | 2,6 | 4,2 | 5,9   |
| Schleswig-Holstein                | 39,2    | 31,6 | 5,2   | 9,4        | 5,6 | 4,6 | 4,4   |
| Turingia                          | 38,8    | 16,1 | 23,4  | 4,9        | 2,6 | 6,2 | 8,0   |